# Megaselia schutti
Megaselia schutti är en tvåvingeart som beskrevs av Schmitz 1936. Megaselia schutti ingår i släktet Megaselia och familjen puckelflugor. Arten är reproducerande i Sverige. Inga underarter finns listade i Catalogue of Life.